# Gari (arma)
Il gari è una spada tradizionale indonesiana originaria dell'isola di Nias, a nord-ovest di Sumatra, tipica del popolo dei Nias. Il termine si riferisce ad un tipo di spada diffusa esclusivamente nella parte settentrionale dell'isola.

## Descrizione
È una spada con una lama stretta e leggermente ricurva verso la punta. Il manico è intagliato a forma di testa del lasara, una creatura mitologica della cultura dei Nias, e presenta una sporgenza in ferro simile ad una lingua al centro della bocca aperta. Il fodero, come la lama, presenta una leggera curvatura all'estremità e può essere decorato con lamine di ottone o intagli nel legno. Possono esservi attaccati oggetti che secondo i Nias hanno poteri magici.

## Impiego
Il gari viene normalmente usato nei matrimoni tradizionali dei Nias. Gli sposi stanno in piedi di fronte alle immagini degli antenati insieme ad un sacerdote, e tutti e tre impugnano l'arma mentre questo recita una preghiera. Il gari inoltre fa parte della dote per il padre della sposa.